# Erimante
Erimante è il nome di due personaggi della mitologia greca che combatterono nella guerra di Troia, entrambi raccontati nel Libro XVI dell'Iliade di Omero.

## Il mito
Sotto tale nome troviamo due guerrieri, entrambi schierati nell'esercito troiano, uccisi a poca distanza l'uno dall'altro durante il contrattacco degli achei guidato da Patroclo sotto le mentite spoglie di Achille:
- Il primo (Iliade, libro XVI, verso 345) fu ucciso da Idomeneo, re di Creta, con una lancia che gli entrò in bocca.

(Omero, Iliade, libro XVI, versi 346-350. Traduzione di Rosa Calzecchi Onesti.)
- Il secondo (Iliade, libro XVI, verso 415) fu ucciso, insieme ad altri guerrieri troiani, da Patroclo, quando egli indossava le armi di Achille.

### Fonti
- Omero, Iliade XVI 345 e 415.

### Traduzione delle fonti
- Omero, Iliade, quinta edizione, Bergamo, BUR, 2005, ISBN 88-17-17273-1. Traduzione di Giovanni Cerri